# Istorija Okeanije
Istorija Okeanije obuhvata istoriju Australije, Novog Zelanda, Papua Nove Gvineje, Fidžija i drugih Pacifičkih ostrvskih nacija.

## Praistorija
Praistorija Okeanije se deli u praistoriju svake od njenih glavnih oblasti: Polinezije, Mikronezije, Malanezije, i Australazije, i one u znatnoj meri variraju u pogldeu vremena prvog ljudskog naseljavanja —od pre 70.000 godina (Australazija) do pre 3.000 godina (Polinezija).

### Polinezijske teorije
Smatra se da su polinezijski narodi lingvistički, arheološki i genetički preci dela Austronežanskih naroda koji su migrirali morskim putem i prateći polinezijske jezike može se izvesti zaključak da njihovo praistorijsko poreklo potiče sa Malajskog arhipelaga, i ultimatno sa Tajvana. Između 3000 i 1000 godine pne govornici austronezijskih jezika počeli su se širiti iz Tajvana na ostrva Jugoistočne Azije, kao plemena za čije pripadnike se smatra da su pristigli kroz Južnu Kinu pre oko 8000 godina do ivica zapadne Mikronezije i na Melaneziju, mada se oni razlikuju od Han Kineza koji sada čine većinu ljudi u Kini i Tajvanu. Postoje tri teorije o širenju ljudi preko Tihog okeana do Polinezije. Njih su razmatrali Kayser et al. (2000):
- Model brzog voza: Nedavna ekspanzija (oko 3000–1000. p. n. e.) iz Tajvana, preko Filipina i istočne Indonezije i sa severozapada („Ptičje glave”) Nove Gvineje, na ostrvo Melanezija do oko 1400. p. n. e., dostižući zapadna polinezijska ostrva oko 900. godine p. n. e.. Ovu teoriju podržava većina sadašnjih ljudskih genetskih, lingvističkih i arheoloških podataka
- Model zapletene banke: Naglašava dugu istoriju kulturnih i genetskih interakcija austronezijskih govornika sa jugoistočno azijskim ostrvskim domorocima i Melanezijancima na putu do nastanka prvih Polinezijaca.
- Model sporog broda: Sličan modelu brzih vozova, ali s dužim pauzama u Melaneziji, zajedno sa genetskim, kulturnim i lingvističkim mešanjem sa lokalnim stanovništvom. Ovo je podržano podacima sa Y-hromozoma koje su prikupili Kayser et al. (2000), što pokazuje da se sva tri haplotipa polinezijskih Y hromozoma mogu pratiti do Melanezije.[5]

U arheološkom zapisu postoje dobro definisani tragovi ove ekspanzije koji omogućavaju praćenje pravca kretanja i datiranje sa izvesnom sigurnošću. Smatra se da su se otprilike oko 1400. godine p. n. e., lapitni narodi, tako nazvani po svojoj keramičkoj tradiciji, pojavili u Bizmarkovom arhipelagu severozapadne Melanezije. Može se videti kako se ova kultura prilagodila i evoluirala kroz vreme i prostor od svog nastanka „iz Tajvana”. Na primer, oni su odustali od proizvodnje riže, nakon što su se upoznali i prilagodili hlebnom drvetu u oblasti Ptičije glave u Novoj Gvineji. Na kraju, najistočnije nalazište lapitnih arheoloških ostataka do sada pronađeno bilo je na arheologu Samoe. Lokacija je kod Mulifanua na Upolu. Ovo nalazište, gde je pronađeno i proučeno 4.288 keramičkih krhotina, ima „pravu” starost od oko 1000. godine p. n. e. sudeći po C14 datiranju. Jedna studija iz 2010. godine stavlja početak ljudske arheološke sekvence Polinezije u Tongi na 900. godinu pne, male razlike u datumima sa Samoom nastale su zbog razlika u tehnologijama datiranja radiougljenika između 1989. i 2010. godine, tako da je Tonganska lokacija zapravo nekoliko decenija starija od Samoanske.

## Literatura
- Collingridge, Vanessa (2003). Captain Cook: The Life, Death and Legacy of History's Greatest Explorer. Ebury Press. ISBN 0-09-188898-0.
- Williams, Glyndwr (1997). Captain Cook's Voyages: 1768–1779. London: The Folio Society.
- Bellwood, Peter (1987). The Polynesians – Prehistory of an Island People. Thames and Hudson. стр. 45–65. ISBN 0-500-27450-9.
- Burley, DV (1998). „Tongan Archaeology and the Tongan Past, 2850–150 B.P.”. Journal of World Prehistory. 12 (3): 337—92. doi:10.1023/A:1022322303769.
- Braithwaite, John; Charlesworth, Hilary; Reddy, Peter & Dunn, Leah (2010). „Chapter 7: The cost of the conflict”. Reconciliation and Architectures of Commitment: Sequencing peace in Bougainville. ANU E Press. ISBN 978-1-921666-68-1.
- Jose, Arthur Wilberforce (1941) [1928]. „Chapter V – Affairs in the Western Pacific” (PDF).  Ур.: Bean, Charles Edwin Woodrow. Official History of Australia in the War of 1914–1918. Official Histories, Australian War Memorial. Volume IX – The Royal Australian Navy: 1914–1918 (9th edition, 1941 изд.). Sydney, Australia: Angus and Robertson. Архивирано из оригинала (PDF) 3. 2. 2014. г. Приступљено 30. 1. 2014.
- Stevenson, Robert Louis (1892). A Footnote to History: Eight Years of Trouble in Samoa. BiblioBazaar. ISBN 1-4264-0754-8.
- Holmes, Lowell Don (1. 6. 1955). „Island Migrations (1): The Polynesian Navigators Followed a Unique Plan”. XXV(11) Pacific Islands Monthly. Приступљено 1. 10. 2021.
- Holmes, Lowell Don (1. 8. 1955). „Island Migrations (2): Birds and Sea Currents Aided Canoe Navigators”. XXVI(1) Pacific Islands Monthly. Приступљено 1. 10. 2021.
- Mortimer, Nick; Campbell, Hamish J. (2017). „Zealandia: Earth's Hidden Continent”. GSA Today. 27: 27—35. doi:10.1130/GSATG321A.1. Архивирано из оригинала 17. 2. 2017. г.
- „The sinking of Moa's Ark”. New Zealand Herald. 28. 9. 2007. Приступљено 24. 6. 2022.
- Stanley, David (1979). South Pacific Handbook. Moon Publications. стр. 43. ISBN 9780918373298. Приступљено 1. 2. 2022.
- Moncrieff, Robert Hope (1907). The World of To-day A Survey of the Lands and Peoples of the Globe as Seen in Travel and Commerce: Volume 4. Oxford University. стр. 222. Приступљено 28. 3. 2022.
- Udvardy, Miklos D.F. „A Classification of the Biogeographical Provinces of the World” (PDF). UNESCO. Архивирано из оригинала (PDF) 04. 05. 2022. г. Приступљено 7. 3. 2022.
- O'Connor, Tom (2004). „Polynesians in the Southern Ocean: Occupation of the Auckland Islands in Prehistory”. New Zealand Geographic. 69: 6—8.
- Anderson, Atholl and O'Regan, Gerard R. (1999) "The Polynesian Archaeology of the Subantarctic Islands: An Initial Report on Enderby Island". Southern Margins Project Report. Dunedin: Ngai Tahu Development Report
- Anderson, Atholl (2005). „Subpolar Settlement in South Polynesia”. Antiquity. 79 (306): 791—800. S2CID 162770473. doi:10.1017/S0003598X00114930.
- Hage, P.; Marck, J. (2003). „Matrilineality and Melanesian Origin of Polynesian Y Chromosomes”. Current Anthropology. 44 (S5): S121. S2CID 224791767. doi:10.1086/379272.
- Kayser, M.; Brauer, S; Cordaux, R; Casto, A; Lao, O; Zhivotovsky, L. A.; Moyse-Faurie, C; Rutledge, R. B.; Schiefenhoevel, W; Gil, D; Lin, A. A.; Underhill, P. A.; Oefner, P. J.; Trent, R. J.; Stoneking, M (2006). „Melanesian and Asian Origins of Polynesians: MtDNA and Y Chromosome Gradients Across the Pacific” (PDF). Molecular Biology and Evolution. 23 (11): 2234—44. PMID 16923821. doi:10.1093/molbev/msl093 .
- Su, B.; Jin, L.; Underhill, P.; Martinson, J.; Saha, N.; McGarvey, S. T.; Shriver, M. D.; Chu, J.; Oefner, P.; Chakraborty, R.; Deka, R. (2000). „Polynesian origins: Insights from the Y chromosome”. Proceedings of the National Academy of Sciences. 97 (15): 8225—8228. Bibcode:2000PNAS...97.8225S. PMC 26928 . PMID 10899994. doi:10.1073/pnas.97.15.8225 .
- Kayser, M.; Brauer, S.; Weiss, G.; Underhill, P.; Roewer, L.; Schiefenhövel, W.; Stoneking, M. (2000). „Melanesian origin of Polynesian Y chromosomes”. Current Biology. 10 (20): 1237—46. PMID 11069104. S2CID 744958. doi:10.1016/S0960-9822(00)00734-X .
- Kirch, P. V. (2000). On the road of the wings: an archaeological history of the Pacific Islands before European contact. London: University of California Press. ISBN 978-0520234611.
- Pontus Skoglund;  . (27. 10. 2016). „Genomic insights into the peopling of the Southwest Pacific”. Nature. 538 (7626): 510—513. Bibcode:2016Natur.538..510S. PMC 5515717 . PMID 27698418. doi:10.1038/nature19844.
- Skoglund, Pontus; Posth, Cosimo; Sirak, Kendra; Spriggs, Matthew; Valentin, Frederique; Bedford, Stuart; Clark, Geoffrey R.; Reepmeyer, Christian; Petchey, Fiona; Fernandes, Daniel; Fu, Qiaomei; Harney, Eadaoin; Lipson, Mark; Mallick, Swapan; Novak, Mario; Rohland, Nadin; Stewardson, Kristin; Abdullah, Syafiq; Cox, Murray P.; Friedlaender, Françoise R.; Friedlaender, Jonathan S.; Kivisild, Toomas; Koki, George; Kusuma, Pradiptajati; Merriwether, D. Andrew; Ricaut, Francois-X.; Wee, Joseph T. S.; Patterson, Nick; Krause, Johannes; Pinhasi, Ron (3. 10. 2016). „Genomic insights into the peopling of the Southwest Pacific – Supplementary Note 1: The Teouma site / Supplementary Note 2: The Talasiu site”. Nature. 538 (7626): 510—513. Bibcode:2016Natur.538..510S. PMC 5515717 . PMID 27698418. doi:10.1038/nature19844.
- „First ancestry of Ni-Vanuatu is Asian: New DNA Discoveries recently published”. Island Business. децембар 2016. Архивирано из оригинала 30. 7. 2018. г. Приступљено 11. 1. 2017.

## Spoljašnje veze
- „The Tulagi Battle”. Mylescfoxdd829.net. 7. 8. 1942. Приступљено 7. 7. 2011.